# إرنست أييلرز
إرنست أييلرز (و. 1909 – 1980 م) هو قاضي من الإمبراطورية الألمانية، وألمانيا النازية، وألمانيا الغربية، ولد في بينهبرغ، كان عضوًا في الحزب النازي، كان عضوًا في شوتزشتافل، توفي في كيل، عن عمر يناهز 71 عاماً.

## جوائز
حصل على جوائز منها:

شارة الحزب الذهبية